# Sambégou Bangoura
Sambégou Bangoura, gvinejski nogometaš, * 3. april 1982, Conakry, Gvineja.
Do avgusta 2005 je igral za Standard Liège, nakar je prestopil k Stoke Cityju za 1,25 milijona evrov. Bil je član gvinejske nogometne reprezentance.